# Chiesa di San Marco Evangelista (Lastebasse)
La chiesa di San Marco Evangelista è la parrocchiale di Lastebasse, in provincia di Vicenza e diocesi di Padova; fa parte del vicariato di Caltrano.

## Storia
In origine il borgo di Lastebasse sorgeva ad un'altitudine maggiore, nei pressi di Folgaria; vi si trovava un oratorio intitolato ai Santi Fermo e Rustico, ma i lastaroli seguivano le funzioni presso la chiesa di San Sebastiano.
Nel 1752, in seguito a degli accordi tra la Repubblica di Venezia e l'Austria, il paese fu ricostruito più a valle in modo da evitare il sorgere di contrasti tra i folgaretani e i lastaroli; nel 1760 si provvide a riedificare la chiesa, la quale venne elevata a curaziale l'anno successivo e a parrocchiale il 6 maggio 1765 con decreto del vescovo Sante Veronese.
Una ventina d'anni dopo, nel 1784 il tetto crollò a causa della neve accumulatasi e, così, si procedette alla demolizione della chiesa e alla sua successiva ricostruzione; la consacrazione venne impartita il 2 agosto 1829 e nel 1870 l'edificio fu restaurato.
Durante la prima guerra mondiale la parrocchiale venne distrutta; il 26 aprile 1925 fu posta la prima pietra della nuova chiesa e l'anno dopo i lavori terminarono, mentre poi si celebrò la consacrazione il 28 settembre 1946.

## Descrizione

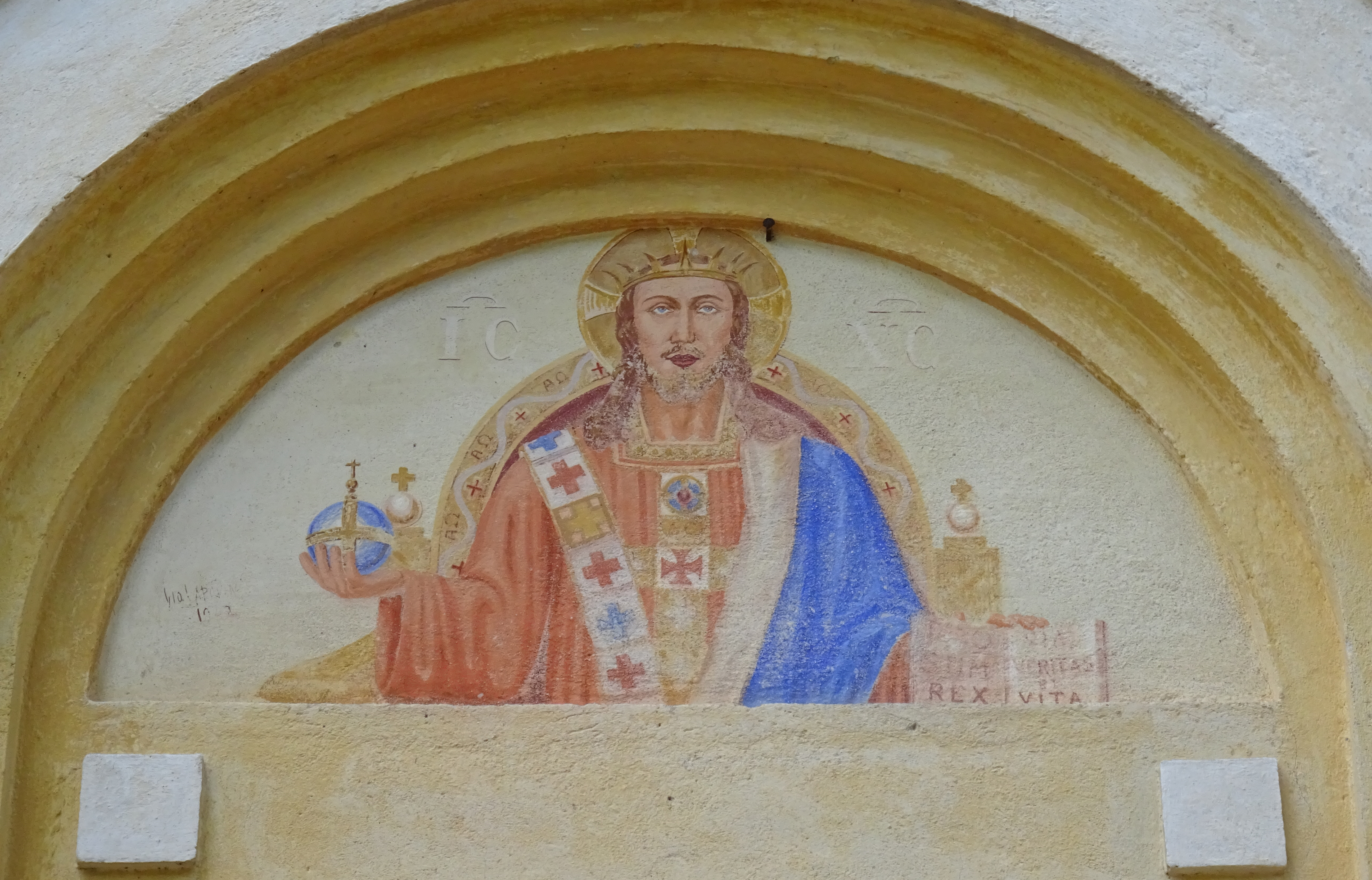
La lunetta sopra il portale

### Esterno
La neoromanica facciata a capanna della chiesa, rivolta a nordest, presenta centralmente il portale d'ingresso, sormontato da una lunetta affrescata, e sopra il rosone, mentre ai lati si aprono due alte finestre a tutto sesto.
Accanto alla parrocchiale è il campanile a base quadrata, la cui cella presenta su ogni lato una bifora ed è coperta dal tetto a quattro falde.

### Interno

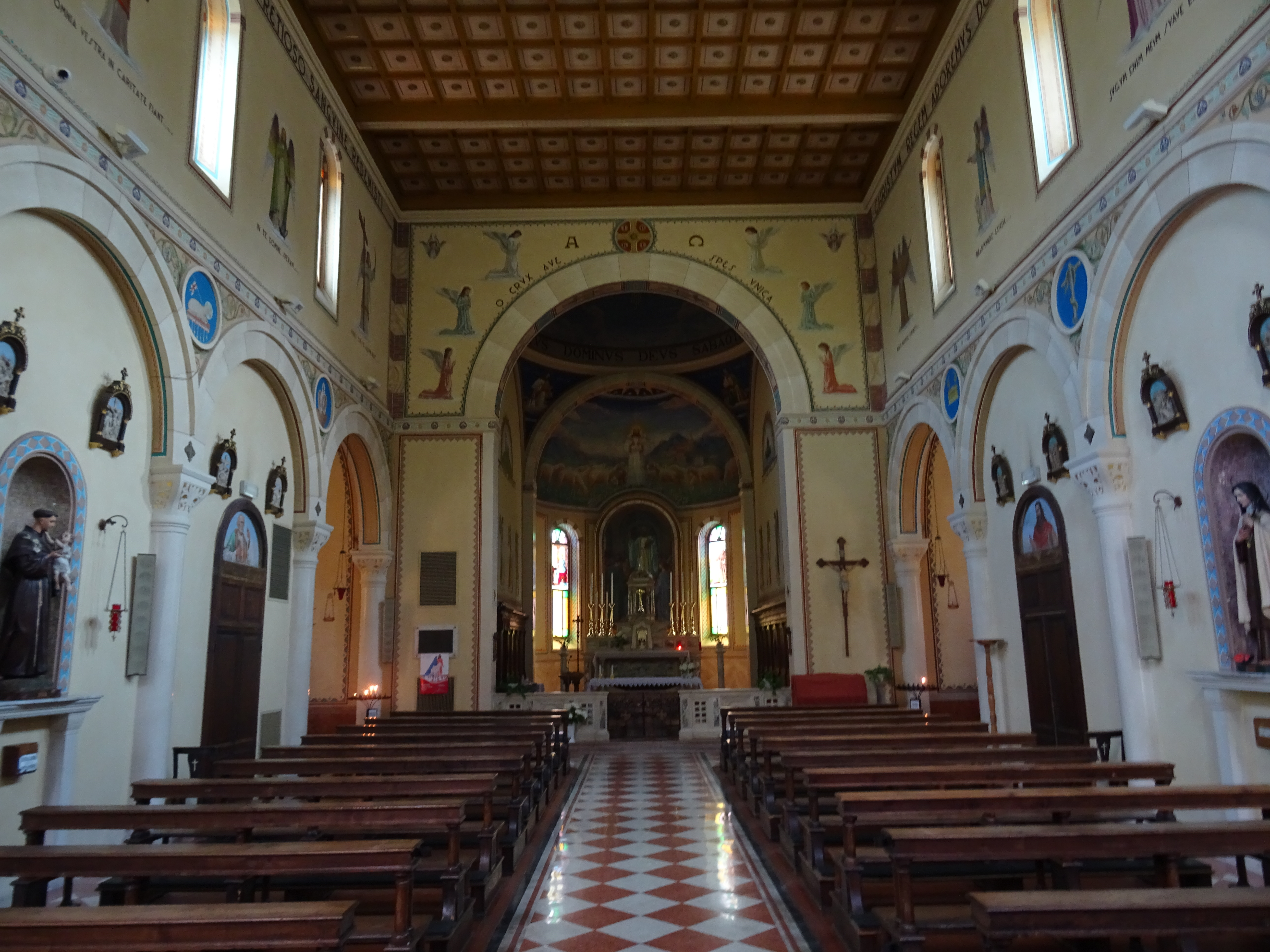
L'interno

L'interno dell'edificio si compone di un'unica navata con volta cassettonata, sulla quale si affacciano due cappelle laterali e le cui pareti sono scandite da semicolonne sorreggenti archi ciechi a tutto sesto; al termine dell'aula si sviluppa il presbiterio, rialzato di alcuni gradini e chiuso dall'abside semicircolare.
Qui sono conservate diverse opere di pregio, tra le quali la pala raffigurante San Marco evangelista che predica ad Alessandria d'Egitto, dipinta da Giovanni Dandolo nel 1926, e lo sportello del tabernacolo, costruito nel 1954 e abbellito dalla raffigurazione della Cena in Emmaus.